# Marcenat (Cantal)
Pour les articles homonymes, voir Marcenat.
Marcenat est une commune française située dans le département du Cantal en région Auvergne-Rhône-Alpes.

## Géographie

### Situation

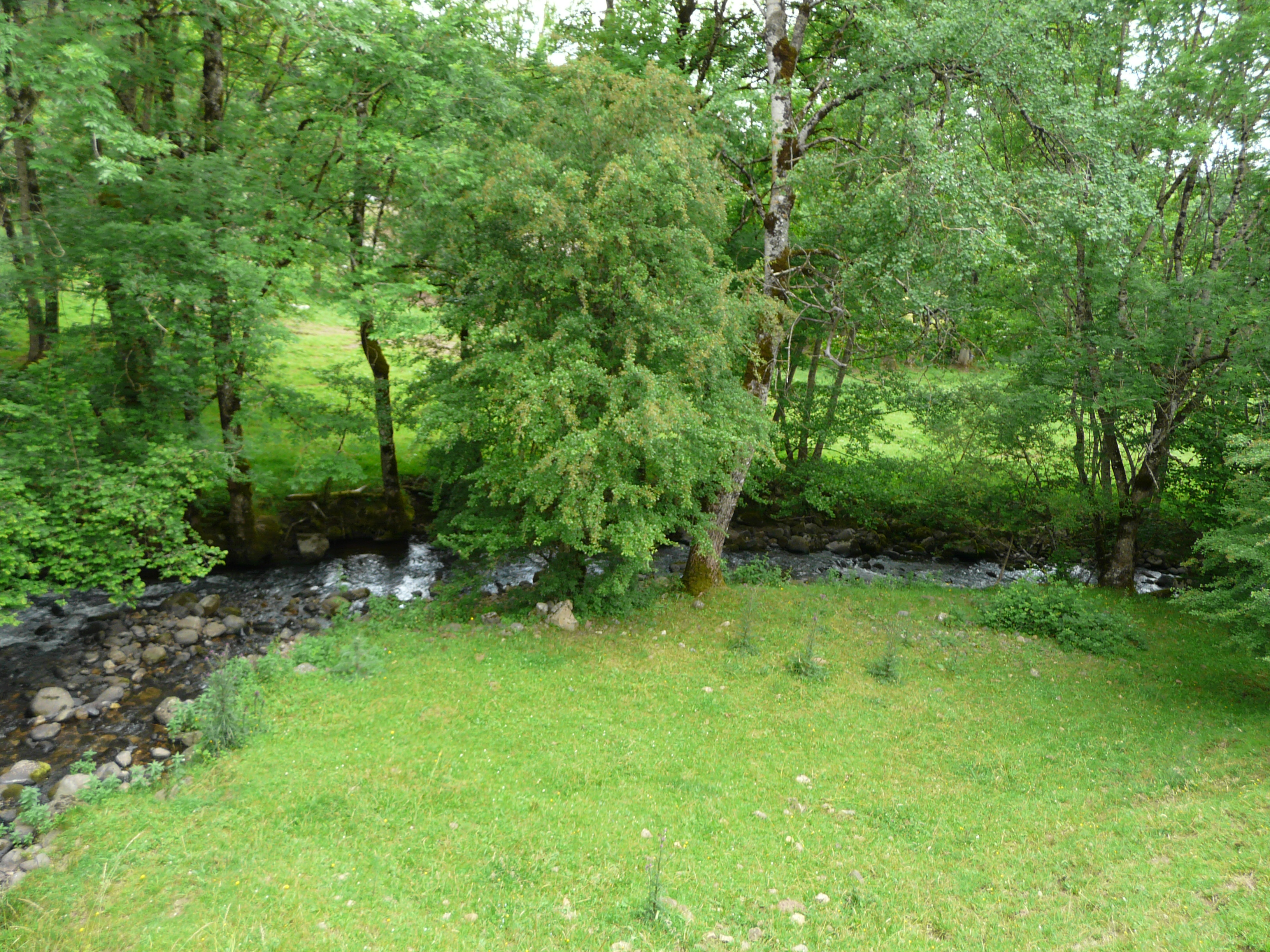
Le Bonjon à Marcenat, au niveau de la route départementale 36.

Marcenat se trouve à environ 80 kilomètres de Clermont-Ferrand et d'Aurillac. Ce village est situé au nord du Cantal, dans le massif du Cézallier, et est au cœur du parc des volcans d'Auvergne.
Le Bonjon arrose le territoire communal bordé à l'ouest par la Santoire.

### Communes limitrophes
Marcenat est limitrophe de huit autres communes, dont Vèze par un quadripoint.
Les communes limitrophes sont Condat, Landeyrat, Lugarde, Montgreleix, Pradiers, Saint-Bonnet-de-Condat et Anzat-le-Luguet.
| Condat                 |                      | Montgreleix                   |
| Lugarde                | Marcenat             | Anzat-le-Luguet (Puy-de-Dôme) |
| Saint-Bonnet-de-Condat | Landeyrat — Pradiers | Vèze                          |

### Climat
Pour des articles plus généraux, voir Climat d'Auvergne-Rhône-Alpes et Climat du Cantal.
En 2010, le climat de la commune est de type climat de montagne, selon une étude du CNRS s'appuyant sur une série de données couvrant la période 1971-2000. En 2020, Météo-France publie une typologie des climats de la France métropolitaine dans laquelle la commune est exposée à un climat de montagne ou de marges de montagne et est dans une zone de transition entre les régions climatiques « Ouest et nord-ouest du Massif Central » et « Nord-est du Massif Central ». 
Pour la période 1971-2000, la température annuelle moyenne est de 7,6 °C, avec une amplitude thermique annuelle de 15 °C. Le cumul annuel moyen de précipitations est de 1 310 mm, avec 12,3 jours de précipitations en janvier et 8,7 jours en juillet. Pour la période 1991-2020, la température moyenne annuelle observée sur la station météorologique installée sur la commune est de 7,7 °C et le cumul annuel moyen de précipitations est de 1 174,5 mm,. Pour l'avenir, les paramètres climatiques de la commune estimés pour 2050 selon différents scénarios d'émission de gaz à effet de serre sont consultables sur un site dédié publié par Météo-France en novembre 2022.
| Mois                                  | jan.             | fév.             | mars           | avril          | mai             | juin            | jui.           | août           | sep.          | oct.          | nov.             | déc.           | année      |
| ------------------------------------- | ---------------- | ---------------- | -------------- | -------------- | --------------- | --------------- | -------------- | -------------- | ------------- | ------------- | ---------------- | -------------- | ---------- |
| Température minimale moyenne (°C)     | −2,8             | −3,2             | −0,5           | 1,5            | 5,2             | 8,4             | 10,1           | 10,1           | 7             | 4,6           | 0,7              | −1,8           | 3,3        |
| Température moyenne (°C)              | 0,5              | 0,6              | 3,7            | 6,2            | 10,1            | 13,7            | 15,7           | 15,7           | 12,1          | 8,8           | 4,1              | 1,5            | 7,7        |
| Température maximale moyenne (°C)     | 3,8              | 4,4              | 8              | 10,9           | 15              | 18,9            | 21,3           | 21,4           | 17,2          | 13            | 7,5              | 4,8            | 12,2       |
| Record de froid (°C) date du record   | −16,3 22.01.1992 | −19,9 22.02.1996 | −20,5 01.03.05 | −10,4 17.04.12 | −3,6 05.05.1991 | −0,7 14.06.1995 | 1,2 15.07.1998 | 1,5 18.08.1990 | −1,9 17.09.01 | −9,3 25.10.03 | −13,8 22.11.1999 | −17,9 19.12.09 | −20,5 2005 |
| Record de chaleur (°C) date du record | 18,7 20.01.08    | 20,8 27.02.19    | 21,8 17.03.04  | 24,2 30.04.05  | 28,4 22.05.22   | 33,6 29.06.19   | 34,1 31.07.20  | 34 04.08.03    | 30,7 04.09.23 | 28,3 01.10.23 | 20,8 07.11.15    | 18 13.12.1994  | 34,1 2020  |
| Ensoleillement (h)                    | 1 068            | 131              | 1 645          | 1 697          | 1 883           | 2 302           | 2 495          | 2 192          | 1 882         | 1 476         | 1 017            | 1 004          | 1 997      |
| Précipitations (mm)                   | 89,1             | 75,7             | 82,4           | 100,4          | 108,9           | 94,8            | 95,5           | 93,2           | 106,5         | 105,1         | 115,1            | 107,8          | 1 174,5    |

## Urbanisme

### Typologie
Au 1er janvier 2024, Marcenat est catégorisée commune rurale à habitat dispersé, selon la nouvelle grille communale de densité à 7 niveaux définie par l'Insee en 2022.
Elle est située hors unité urbaine et hors attraction des villes,.

### Occupation des sols
L'occupation des sols de la commune, telle qu'elle ressort de la base de données européenne d’occupation biophysique des sols Corine Land Cover (CLC), est marquée par l'importance des forêts et milieux semi-naturels (49,8 % en 2018), en diminution par rapport à 1990 (52,5 %). La répartition détaillée en 2018 est la suivante : 
prairies (44,8 %), milieux à végétation arbustive et/ou herbacée (34,1 %), forêts (15,7 %), zones agricoles hétérogènes (4,4 %), zones urbanisées (0,8 %), zones humides intérieures (0,2 %). L'évolution de l’occupation des sols de la commune et de ses infrastructures peut être observée sur les différentes représentations cartographiques du territoire : la carte de Cassini (XVIIIe siècle), la carte d'état-major (1820-1866) et les cartes ou photos aériennes de l'IGN pour la période actuelle (1950 à aujourd'hui).

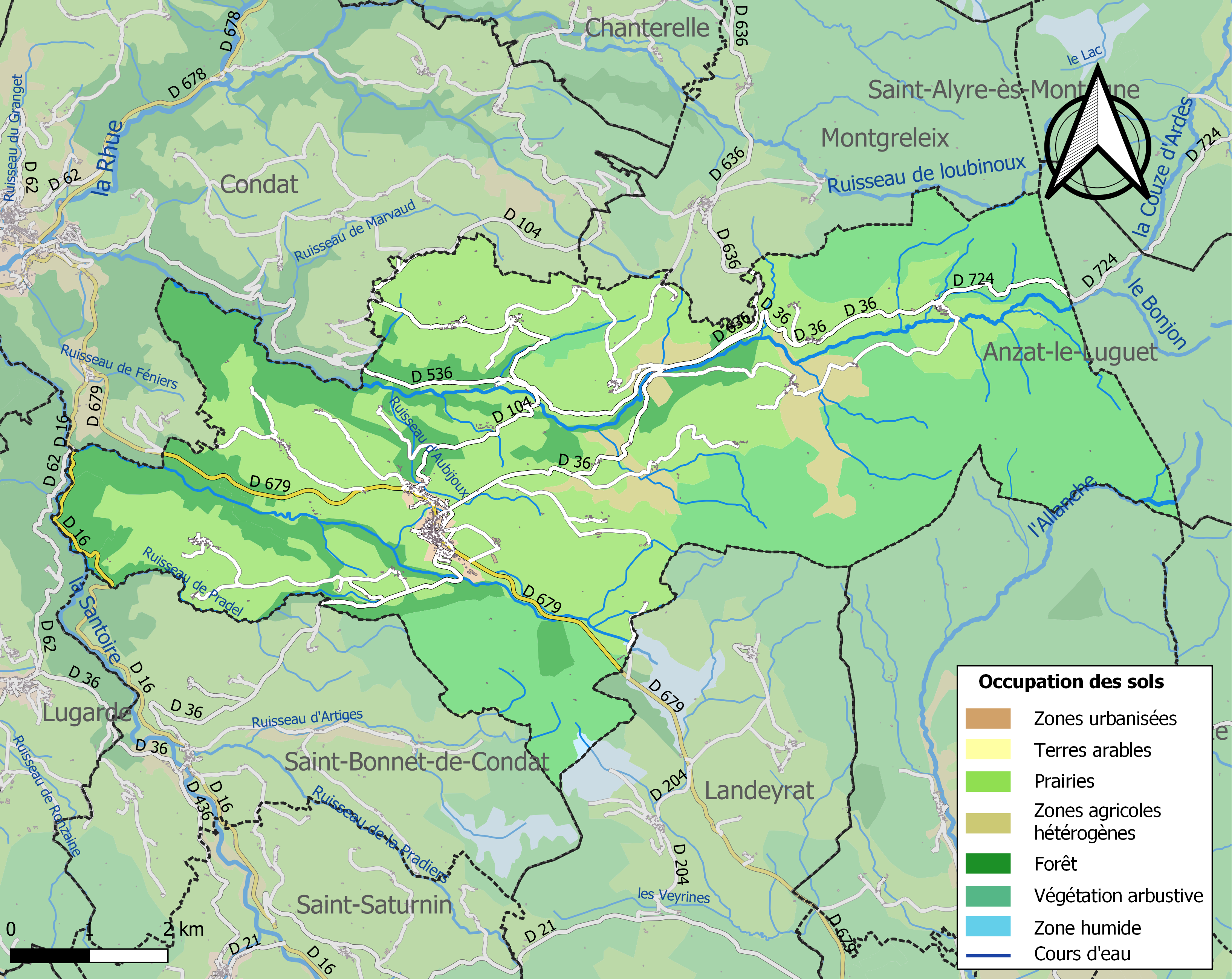
Carte des infrastructures et de l'occupation des sols de la commune en 2018 (CLC).

### Habitat et logement
En 2018, le nombre total de logements dans la commune était de 504, alors qu'il était de 493 en 2013 et de 491 en 2008.
Parmi ces logements, 47,8 % étaient des résidences principales, 39,9 % des résidences secondaires et 12,3 % des logements vacants. Ces logements étaient pour 89,1 % d'entre eux des maisons individuelles et pour 10,9 % des appartements.
Le tableau ci-dessous présente la typologie des logements à Marcenat en 2018 en comparaison avec celle du Cantal et de la France entière. Une caractéristique marquante du parc de logements est ainsi une proportion de résidences secondaires et logements occasionnels (39,9 %) supérieure à celle du département (20,4 %) et à celle de la France entière (9,7 %). Concernant le statut d'occupation de ces logements, 76,3 % des habitants de la commune sont propriétaires de leur logement (75,1 % en 2013), contre 70,4 % pour le Cantal et 57,5 pour la France entière.
| Typologie                                               | Marcenat | Cantal | France entière |
| ------------------------------------------------------- | -------- | ------ | -------------- |
| Résidences principales (en %)                           | 47,8     | 67,7   | 82,1           |
| Résidences secondaires et logements occasionnels (en %) | 39,9     | 20,4   | 9,7            |
| Logements vacants (en %)                                | 12,3     | 11,9   | 8,2            |

## Toponymie
Le lieu est mentionné en l'an 1395 sous la forme Marcenacus correspondant à un nom d'homme latin Marcenus auquel a été ajouté le suffixe -acum, l'ensemble signifiant « domaine de Marcenus ». Le nom occitan de Marcenat est Marcenac.

## Histoire
- On trouve dans la région de Marcenat des traces des hommes du Néolithique, dont l'existence a été mise en évidence par des outils, des tombes et des dolmens, qui sont datés d'environ 2000 ans av. J.-C.
- Marcenat a été fondé par des tribus celtes vers -600[réf. nécessaire] : les Arvernes, qui peuplent toute l'Auvergne.
- Les Arvernes résistent à l'Empire romain de -51 à -58, sous l'impulsion du célèbre Vercingétorix, pour finalement céder devant César, et être assimilés à la Gaule aquitaine.
- Le christianisme fait ensuite son apparition dans la région grâce à saint Mary et saint Austremoine. Elle subira ensuite la guerre de Cent Ans et les pillages qui lui sont associés, avant d'être réunie à la couronne puis pacifiée par Louis XIV sous l'influence des Jésuites.
- La famille du Grand Arnauld serait originaire des environs du hameau de Serre. Une croix commémorative a été érigée près du hameau de Serre.

## Politique et administration

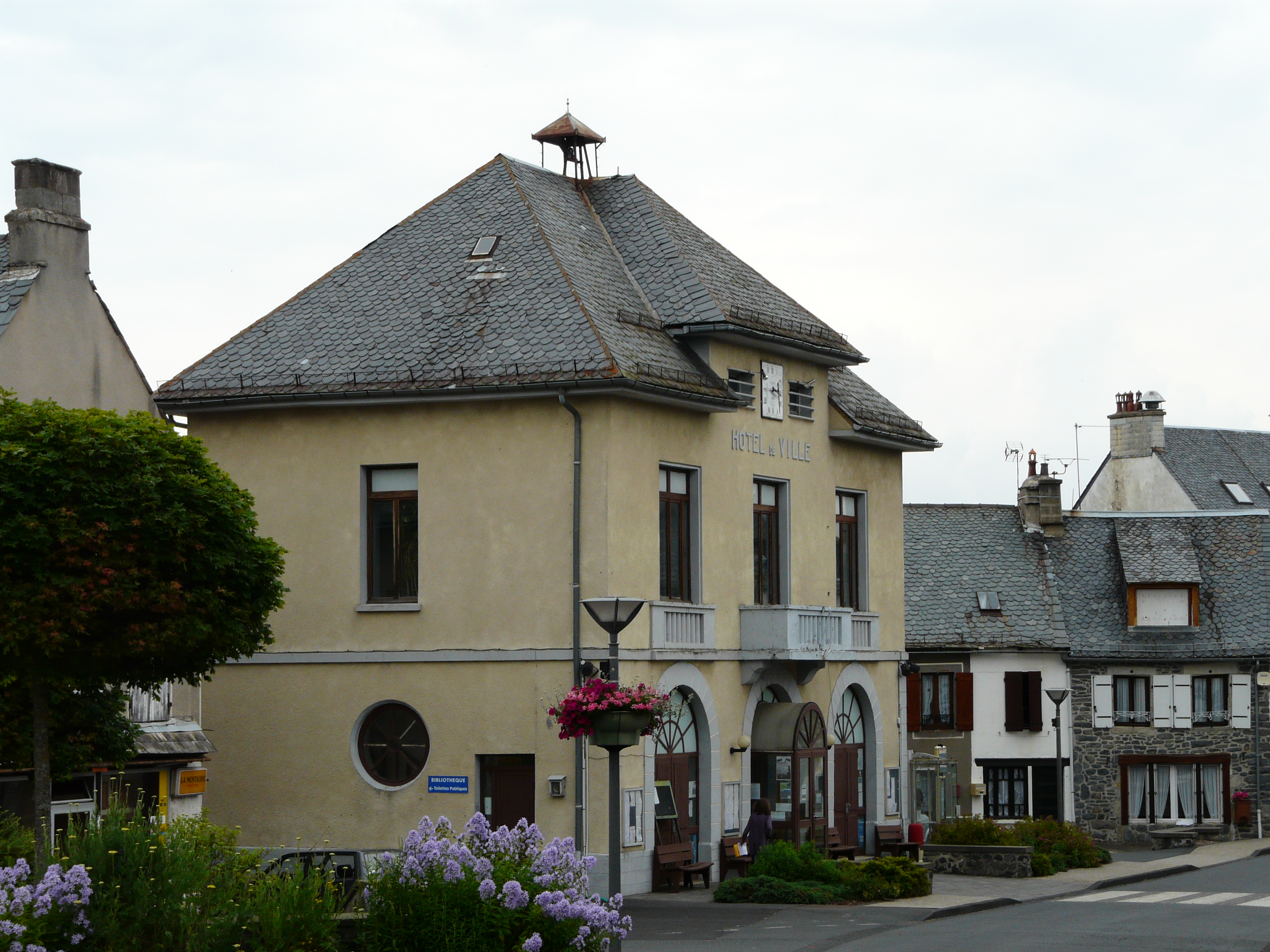
La mairie.

| Période                                  | Période                    | Identité                       | Étiquette | Qualité   |
| ---------------------------------------- | -------------------------- | ------------------------------ | --------- | --------- |
| Les données manquantes sont à compléter. |                            |                                |           |           |
| 1901                                     | mars 1940                  | Stanislas de Castellane        | AD        | Député    |
|                                          |                            |                                |           |           |
| mars 1977                                | mars 1983                  | François Chancel               |           |           |
| mars 1983                                | mars 1995                  | René Papon Maire               |           |           |
| mars 1995                                | mars 2001                  | André Faverdin                 |           |           |
| mars 2001                                | mars 2008                  | Fernand Gaime                  |           |           |
| mars 2008                                | avril 2014                 | Jean-Bernard Merle             |           |           |
| avril 2014                               | En cours (au 17 août 2020) | Mme Colette Ponchet-Passemard, | LR        | Retraitée |

## Démographie

### Évolution démographique
L'évolution du nombre d'habitants est connue à travers les recensements de la population effectués dans la commune depuis 1793. Pour les communes de moins de 10 000 habitants, une enquête de recensement portant sur toute la population est réalisée tous les cinq ans, les populations de référence des années intermédiaires étant quant à elles estimées par interpolation ou extrapolation. Pour la commune, le premier recensement exhaustif entrant dans le cadre du nouveau dispositif a été réalisé en 2008.

En 2022, la commune comptait 510 habitants, en stagnation par rapport à 2016 (Cantal : −1,08 %, France hors Mayotte : +2,11 %).
| 1793  | 1800  | 1806  | 1821  | 1831  | 1836  | 1841  | 1846  | 1851  |
| ----- | ----- | ----- | ----- | ----- | ----- | ----- | ----- | ----- |
| 2 050 | 1 978 | 2 027 | 2 198 | 2 256 | 2 587 | 2 664 | 2 760 | 2 653 |

| 1856  | 1861  | 1866  | 1872  | 1876  | 1881  | 1886  | 1891  | 1896  |
| ----- | ----- | ----- | ----- | ----- | ----- | ----- | ----- | ----- |
| 2 532 | 2 334 | 2 523 | 2 515 | 2 271 | 2 328 | 2 561 | 2 616 | 2 679 |

| 1901  | 1906  | 1911  | 1921  | 1926  | 1931  | 1936  | 1946  | 1954  |
| ----- | ----- | ----- | ----- | ----- | ----- | ----- | ----- | ----- |
| 2 722 | 2 751 | 2 779 | 2 615 | 2 619 | 2 606 | 2 536 | 2 091 | 1 434 |

| 1962  | 1968  | 1975  | 1982 | 1990 | 1999 | 2006 | 2008 | 2013 |
| ----- | ----- | ----- | ---- | ---- | ---- | ---- | ---- | ---- |
| 1 302 | 1 218 | 1 100 | 928  | 823  | 627  | 553  | 532  | 506  |

| 2018 | 2022 | - | - | - | - | - | - | - |
| ---- | ---- | - | - | - | - | - | - | - |
| 520  | 510  | - | - | - | - | - | - | - |

### Pyramide des âges
La population de la commune est relativement âgée. En 2018, le taux de personnes d'un âge inférieur à 30 ans s'élève à 16,0 %, soit un taux inférieur à la moyenne départementale (27,0 %). À l'inverse, le taux de personnes d'un âge supérieur à 60 ans (46,9 %) est supérieur au taux départemental (35,5 %).
En 2018, la commune comptait 266 hommes pour 254 femmes, soit un taux de 51,15 % d'hommes, supérieur au taux départemental (48,87 %).
Les pyramides des âges de la commune et du département s'établissent comme suit :
| Hommes | Classe d’âge | Femmes |
| ------ | ------------ | ------ |
| 1,1    | 90 ou +      | 3,9    |
| 11,3   | 75-89 ans    | 16,5   |
| 34,2   | 60-74 ans    | 26,8   |
| 25,2   | 45-59 ans    | 26,0   |
| 11,7   | 30-44 ans    | 11,4   |
| 8,3    | 15-29 ans    | 7,1    |
| 8,3    | 0-14 ans     | 8,3    |

| Hommes | Classe d’âge | Femmes |
| ------ | ------------ | ------ |
| 1,2    | 90 ou +      | 3,1    |
| 10,1   | 75-89 ans    | 13,5   |
| 22,9   | 60-74 ans    | 22,6   |
| 21,8   | 45-59 ans    | 20,5   |
| 16,1   | 30-44 ans    | 15,2   |
| 13,8   | 15-29 ans    | 11,9   |
| 14,2   | 0-14 ans     | 13,3   |

## Culture locale et patrimoine

### Lieux et monuments
- L'église Saint-Blaise, du XIIe au XIXe siècle, est inscrite au titre des monuments historiques depuis 1992[19].
- Le monastère orthodoxe de l'icône de la Mère de Dieu Znaménié, au lieu-dit la Traverse, est depuis 1988 l'un des rares monastères orthodoxes en France avec une architecture typiquement russe. Les offices y sont chantés en slavon, et de nombreux produits sont proposés à la vente, comme des icônes, du pain d'épices, ou encore du miel.

- L’Académie française lui décerne le prix Mottart en 1993 pour son ouvrage Marcenat, des origines à nos jours.
- Le château d'Aubijoux construit au XIXe siècle à proximité du vieux château éponyme. Au nombre de ses anciens propriétaires, nous pouvons citer la famille de Castellane, qui compte parmi ses membres les plus connus Boni de Castellane[21], qui épousa Anna Gould et fit construire le Palais Rose de l'avenue Foch à Paris.
- Le château de Castellane, qui est aujourd'hui détruit.

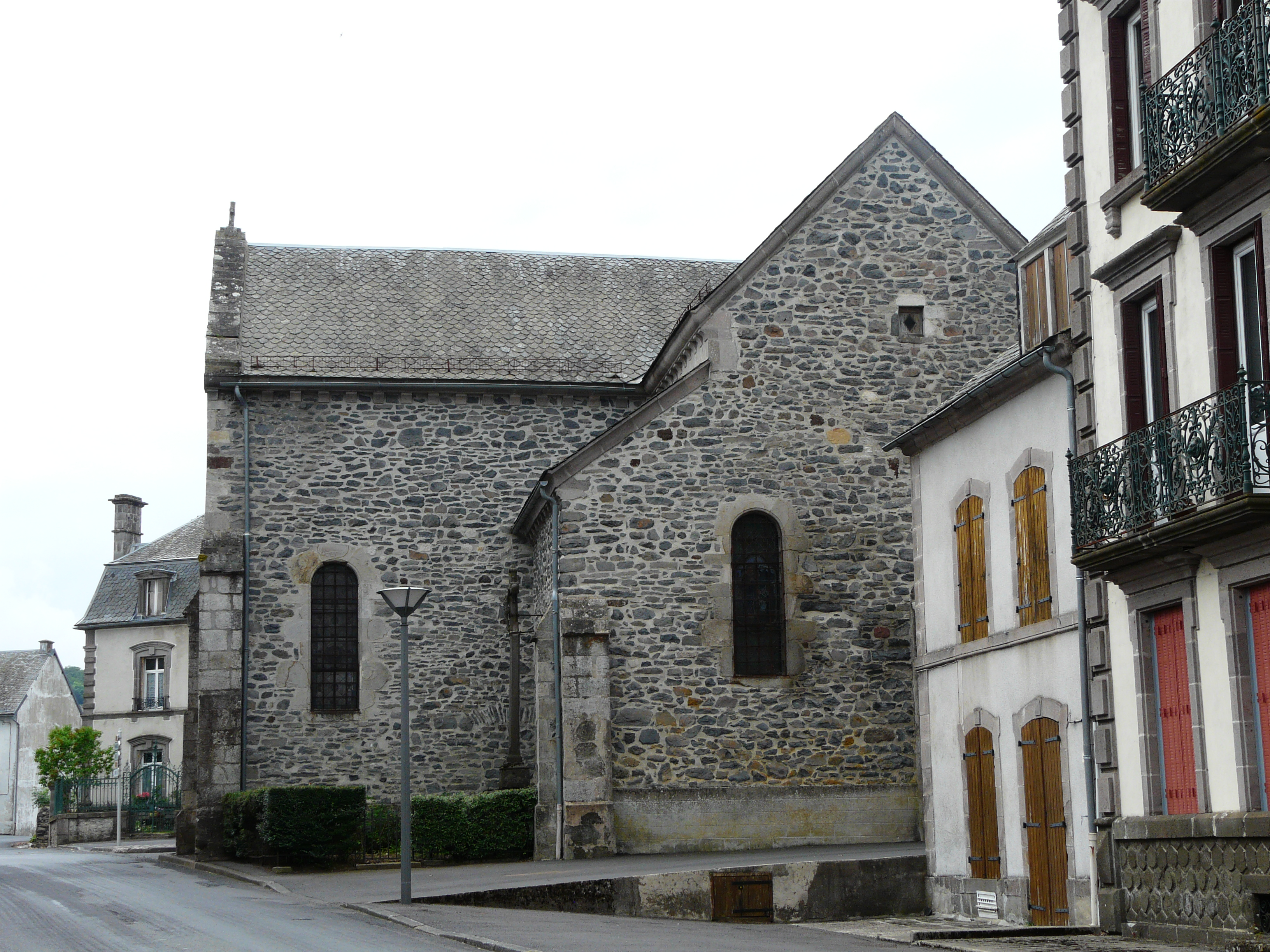
L'église Saint-Blaise.
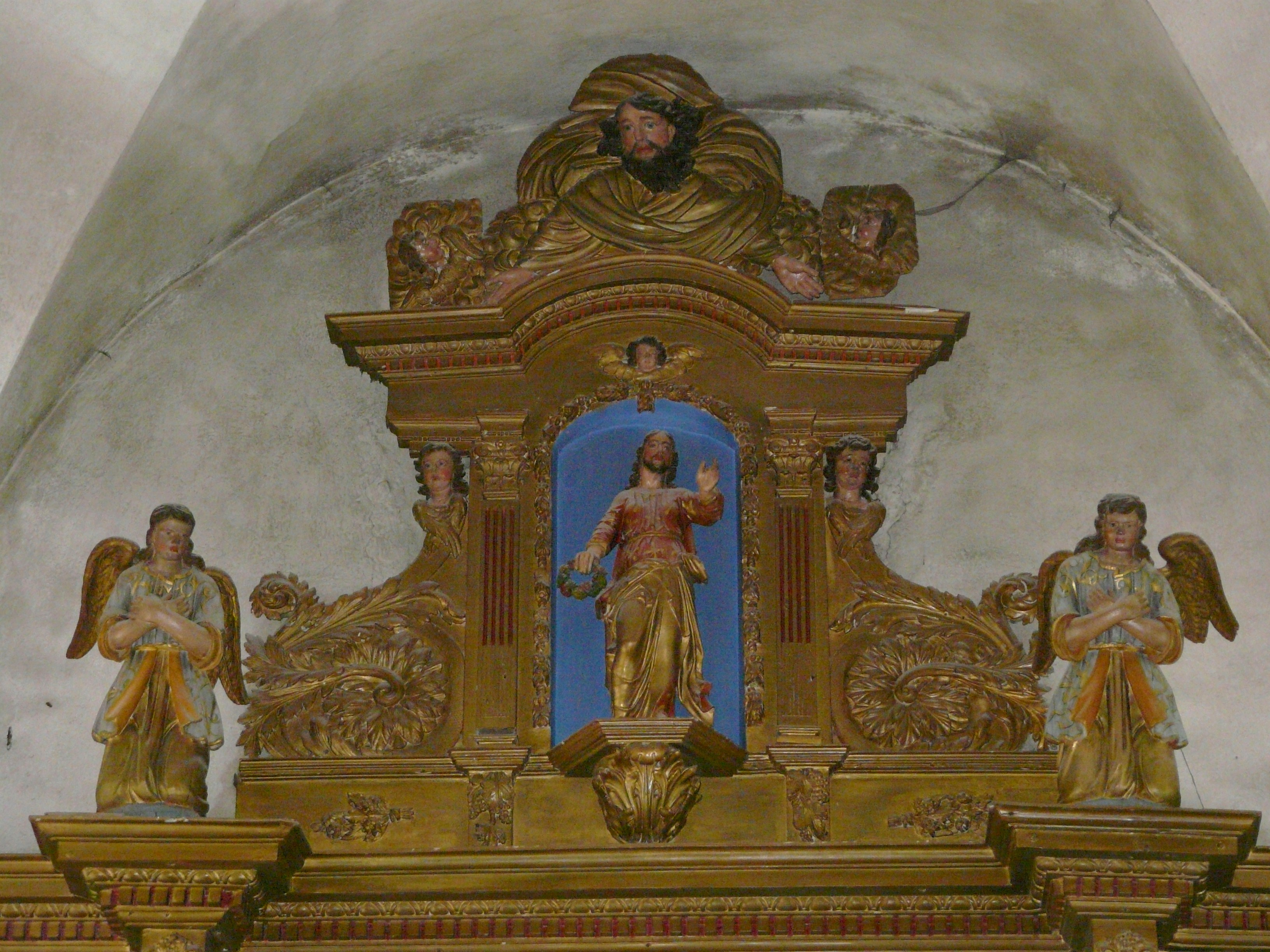
Détail du retable du maître-autel.
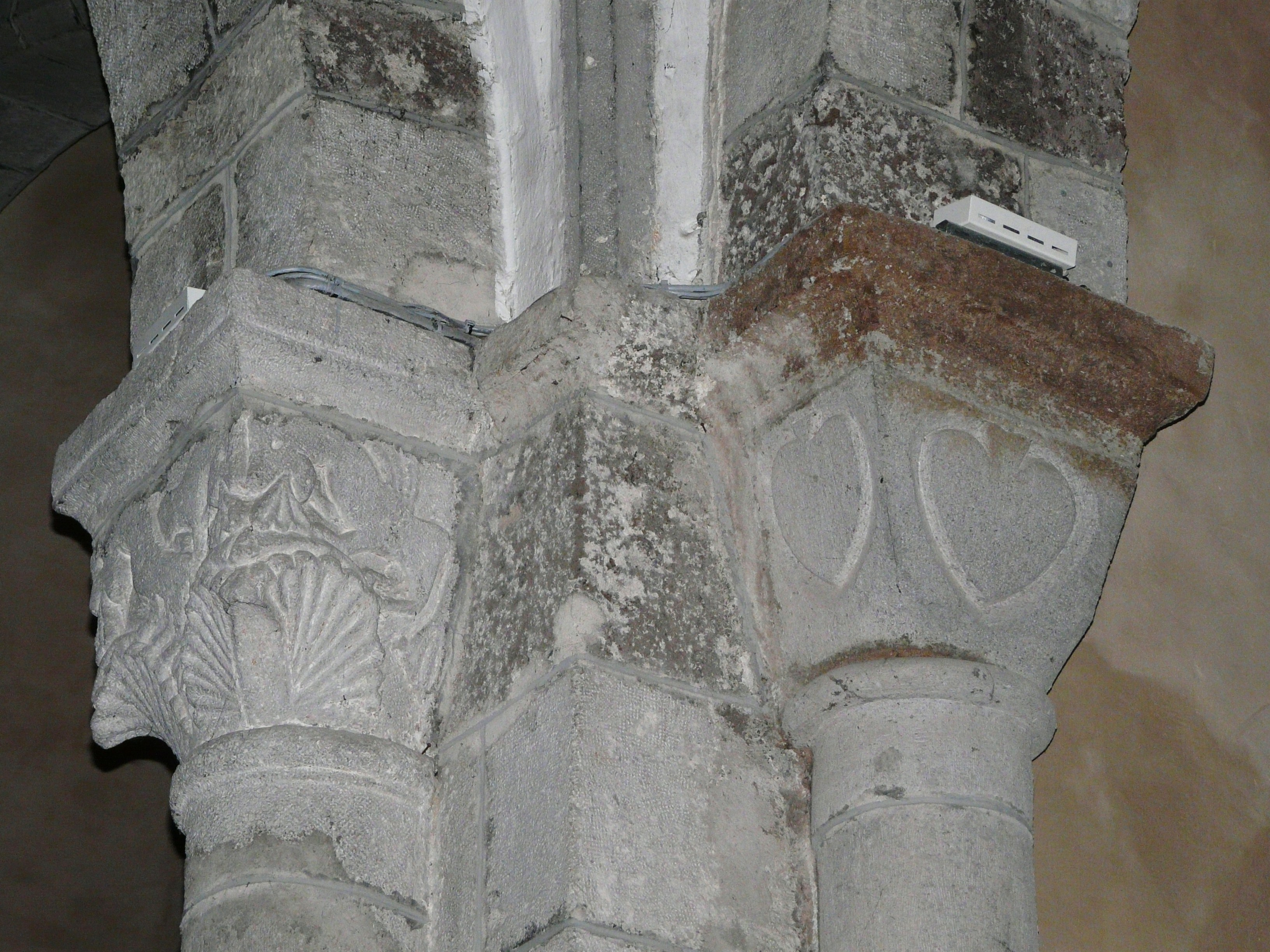
Chapiteaux de la nef.
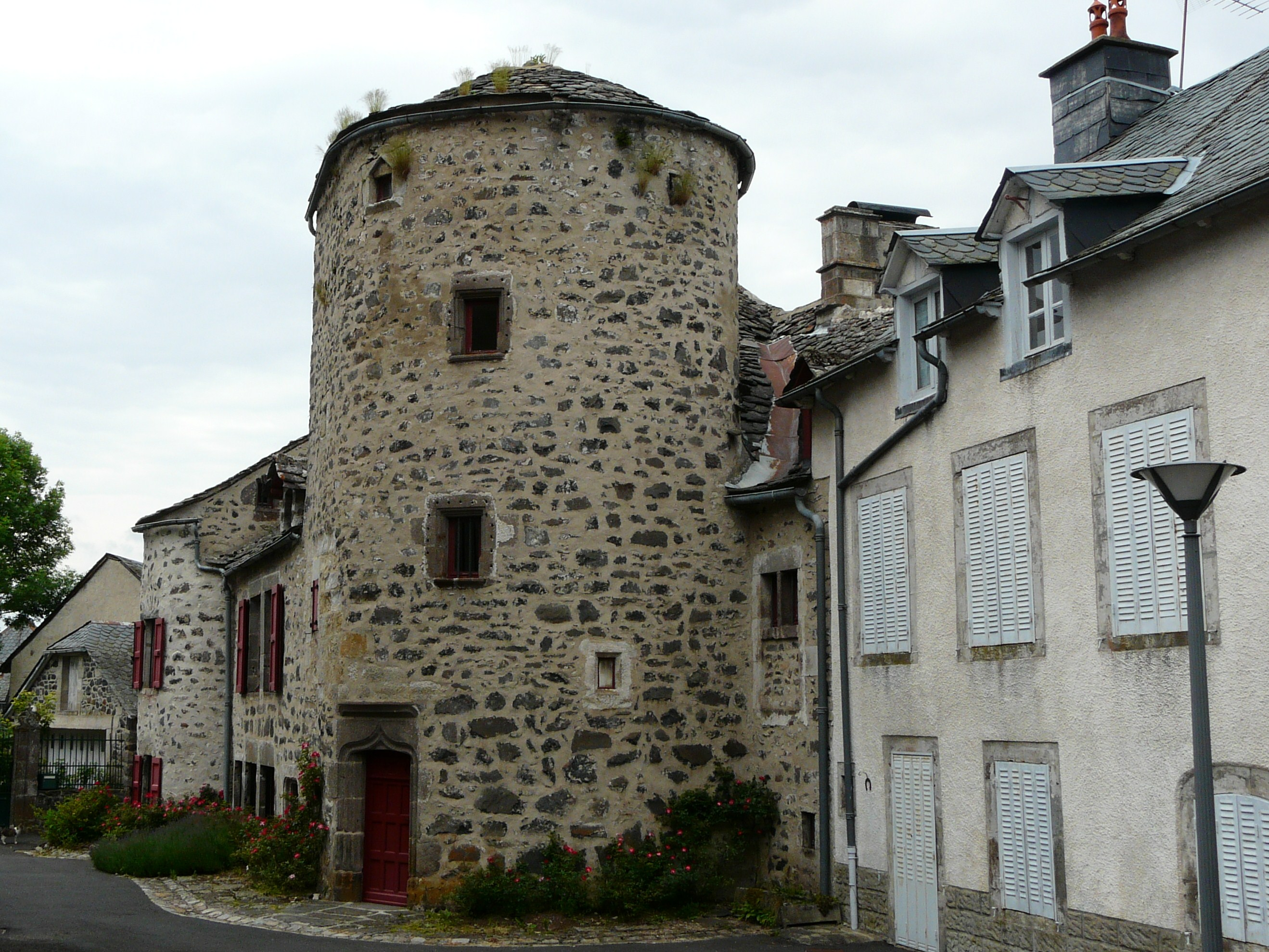
Tour dans le bourg.
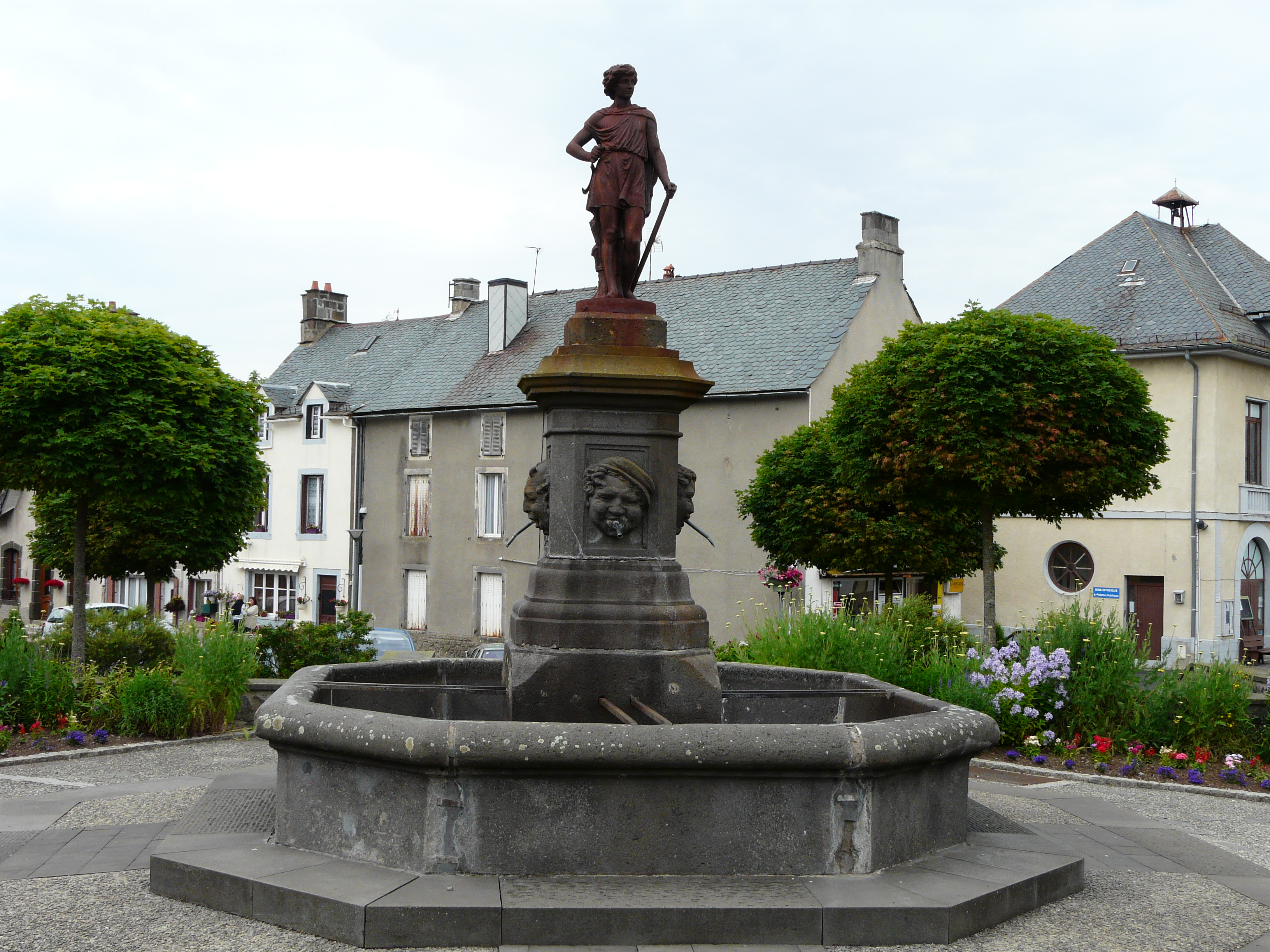
Fontaine dans le bourg.

- Domaine nordique du Cézallier Cantalien dispose de 16 kilomètres de piste de ski de fond.

Autrefois , il y avait une station de ski alpin à Marcenat . Avec deux remontées mécaniques qui se trouvaient sur les pentes du Florac dans les années (1972/1989).

### Personnalités liées à la commune
- Raymond de Marcenat
- Le Grand Arnauld
- Maison de Castellane
- Stanislas de Castellane, ancien maire de Marcenat, ancien député du Cantal

### Héraldique
|  | Les armes de la commune se blasonnent ainsi : D’azur au chevron d’or accompagné de trois fleurs de six pétales du même. |